# Danmarks Forsorgsmuseum
Danmarks Forsorgsmuseum er en del af Svendborg Museum. Det er et socialhistorisk museum, der hovedsagelig fortæller historien om forsorgen i Danmark. De forskellige udstillinger viser, hvordan samfundet har behandlet sine allersvageste, både børn og voksne. Udstillingerne fortæller om menneskene på livets skyggeside, og om hvad velfærdsstaten og private har gjort for at hjælpe dem. 
Museet har til huse i den tidligere Svendborg Kjøbstads Fattig- og Arbejdsanstalt. Komplekset fra 1872 blev ved opførelsen opfattet som en hypermoderne og fremsynet løsning på, hvor Svendborgs fattige skulle være. I 1933 gik stedet fra at være fattiggård til at blive Arbejdsanstalten Viebæltegård og i 1961 til Forsorgshjemmet Viebæltegård.
Siden 1974 har Svendborg Museum holdt til i bygningerne på Grubbemøllevej. Forsorgsmuseet består af to store bygninger med udstilling, kirkesal og kapel samt tre gårdarealer med tilhørende pigtråd. Den sidste bygning huser det samlede Svendborg Museums administration og Svendborg Byhistoriske Arkiv og Svendborg Søfartsarkiv.
55°3′44.4″N 10°36′12.68″Ø / 55.062333°N 10.6035222°Ø